# Glenognatha heleios
Glenognatha heleios là một loài nhện trong họ Tetragnathidae.
Loài này thuộc chi Glenognatha. Glenognatha heleios được miêu tả năm 1990 bởi Hormiga.